# 青木忠宏
青木 忠宏（あおき ただひろ、1969年11月14日 - ）は日本の俳優である。長野県出身。
1990年に俳優デビュー。2001年のテレビドラマ『アンティーク 〜西洋骨董洋菓子店〜』出演以降、『踊る大捜査線』シリーズや『海猿』シリーズ、『SP』など、本広克行演出・監督の作品に多く出演している。
身長154cm、体重48kgと小柄な体型であり、スタントマンとしても活動している。

## 出演

### テレビドラマ
- 半熟卵（1994年10月 - 12月、フジテレビ）
- 真夏のメリークリスマス（2000年10月 - 12月、TBS）
- アンティーク 〜西洋骨董洋菓子店〜（2001年10月 - 12月、フジテレビ） - 武藤忠宏 役
- 新宿鮫〜氷舞 第1話（2002年4月、NHK）
- 空から降る一億の星 第2話（2002年4月、フジテレビ）
- 愛なんていらねえよ、夏 最終話（2002年9月、TBS）
- サイコドクター 第7話（2002年11月、日本テレビ）
- 恋人はスナイパーEPISODE2（2002年12月、テレビ朝日） - モンゴルマン 役
- ラブ・レター（2003年6月、テレビ東京）
- 僕だけのマドンナ 第1話 - 4話（2003年7月、フジテレビ）
- 仔犬のワルツ 第2話（2004年4月、日本テレビ）
- 霊感バスガイド事件簿 第2話（2004年4月、テレビ朝日）
- 水曜プレミア 大都会の女たち（2004年5月、TBS）
- 金曜エンタテインメント ペット探偵の事件簿（2004年8月、フジテレビ）
- 海猿 第1話（2005年7月、フジテレビ） - 武藤忠宏 役
- スローダンス（2005年7月 - 9月、フジテレビ）
- 喰いタン 第1話（2006年1月、日本テレビ）
- DRAMA COMPLEX たくさんの愛をありがとう（2006年4月、日本テレビ）
- 喰いタン2 第9話（2007年6月、日本テレビ）
- SP 警視庁警備部警護課第四係 第5・6話（2007年12月、フジテレビ） - ホテルマン 役
- 4姉妹探偵団 第1話（2008年1月、ABC/テレビ朝日）
- JIN-仁-（第二期・完結編） 第1話（2011年4月、TBS）
- ドン★キホーテ 第5話（2011年8月、日本テレビ）

### 映画
- トリック劇場版（2002年） - 強めの村人 役
- 踊る大捜査線 THE MOVIE 2 レインボーブリッジを封鎖せよ!（2003年）
- 海猿 ウミザル（2004年） - 武藤忠宏 役
- 恋人はスナイパー 劇場版（2004年） - モンゴルマン役
- 交渉人 真下正義（2005年）
- ピーナッツ（2006年） - 秋山ナツオ 役
- UDON（2006年） - 小麦粉運搬人 役
- 蒼き狼〜地果て海尽きるまで〜（2007年）
- KIDS（2008年）
- 誰も守ってくれない（2009年）
- LIAR GAME -再生-（2012年） - 斉木カケル 役

### 舞台
- 榎本武揚（1991年9月、銀座セゾン劇場）
- 蜷川幸雄演出
  - 近松心中物語
  - NINAGAWA火の鳥（2000年11月、さいたまスーパーアリーナ）
  - 三文オペラ（2001年8月、シアター・ドラマシティ）
- 劇団翌檜座・G-master 公演
  - スギヤマ（仮）（2003年10月 - 11月、TACCS1179）
  - MIDNIGHT SUNRISE〜ダンスキングは踊らない〜（2005年1月、TACCS1179）
  - サボテンシティ（2006年4月、TACCS1179） - ファイアー役
  - うちに来るって本気ですか？（2007年6月、シアター風姿花伝）
  - chain〜GANGSTER〜（2008年2月、TACCS1179）
- トツゲキ倶楽部
  - ゴドーを待ちながらを待ちながら（2008年5月 - 6月、シアターグリーン）
  - ゆれるおもひで（2008年12月、銀座小劇場）
  - いつも心に怪獣を（2009年5月、シアターグリーン）
  - フェイクトシングルアクセルソニックリバース（2009年10月 - 11月、シアターグリーン）
  - 迷子の迷子のおまわりさん（2010年6月、銀座小劇場）